# Autoroute A 81
Die Autoroute A 81 ist eine französische Autobahn mit Beginn in Le Mans und dem derzeitigen Ende in Vitré. Sie hat heute eine Gesamtlänge von 93 km.

## Planung
Geplant ist die Weiterführung der Autobahn bis nach Brest. Dazu sollen die N 157, die N 136 nördlich um Rennes und die N 12 ausgebaut werden. Im Endausbau wird die Autobahn eine Länge von 383 km haben.

## Geschichte
- 3. März 1980: Eröffnung Le Mans-ouest – Thorigné-en-Charnie (A 11)
- 24. Oktober 1980: Eröffnung Thorigné-en-Charnie – La Gravelle (Abfahrt 9)

## Großstädte an der Autobahn
- Le Mans
- Laval